# Garðabær
Garðabær (ˈkarðapair̥) je město a zároveň obec na Islandu. Leží na jihozápadě Islandu v aglomeraci Reykjavíku. V roce 2006 zde žilo 9 529 obyvatel. V lednu 2015 již 14 453 obyvatel. Což činí velmi vysoký nárůst obyvatel až o 4 924 obyvatel. Zeměpisné souřadnice města jsou 64°05' severní šířky a 21°54' západní délky.
Město leží mezi městy Kópavogurem a Hafnarfjörðurdem. Je to jedno z největších měst Islandu. Leží v nejzalidněnější oblasti Islandu, kde se nachází dalších 5 měst, z toho 2 menší a 3 větší.

## Partnerská města
- Asker, Norsko
- Jakobstad, Finsko
- Eslöv, Švédsko
- Tórshavn, Faerské ostrovy
- Birkerød, Dánsko